# Massacro di Portadown
Il massacro di Portadown ebbe luogo nel novembre del 1641 nel villaggio attuale di Portadown, nella contea di Armagh. Tra i 100 ed i 300 protestanti vennero uccisi lungo il fiume Bann da un gruppo di uomini del clan O'Neill. Fu il più grande massacro di protestanti nel corso della rivolta irlandese del 1641.

## Il massacro
La rivolta era scoppiata nel novembre del 1641 ed era stata da subito contrassegnata da attacchi da parte dei clan gaelici privati delle loro terre nei confronti dei coloni protestanti inglesi e scozzesi che erano giunti nell'Ulster nella Piantagione dell'Ulster già 30 anni prima. In un primo momento, vi furono pestaggi e ruberie ai coloni locali che vivevano nelle terre che i cattolici irlandesi erano stati costretti a lasciare con la forza, ma poi si passò ad incendi in alcune case, alle espulsioni ed infine alle uccisioni. Dal novembre del 1641, compagini armate di uomini dell'Ulster accerchiarono i coloni protestanti britannici e li spinsero verso la costa dove vennero costretti ad imbarcarsi alla volta della Gran Bretagna.
Lo storico irlandese Nicholas Canny ha suggerito che la violenza aumentò dopo il fallito assalto dei ribelli a Lisnagarvey nel novembre del 1641, dopo il quale i coloni uccisero diverse centinaia di insorgenti catturati in precedenza. Canny scrive "la mente annebbiata dal sangue dei coloni nel volersi vendicare di quanti si erano arresi a mani levate dopo la battaglia fece una notevole impressione sugli insorti al punto che, come disse uno di loro, "uccidere gli inglesi" divenne lo slogan comune da questo punto in poi".
Un gruppo di protestanti venne imprigionato nella chiesa di Loughgall. Venne loro detto che sarebbero stati portati ad est e da lì sarebbero stati espulsi verso l'Inghilterra. I soldati irlandesi erano guidati dal capitano Manus O'Cane o Toole McCann (i resoconti differiscono su questo punto). Dopo qualche tempo, gli inglesi vennero estratti dalla chiesa e fatti marciare su un ponte presso il fiume Bann. Una volta giunto sul ponte, il gruppo venne bloccato. I civili, sotto la minaccia di picche e spade, vennero privati dei loro vestiti e vennero gettati nell'acqua gelida del fiume. La maggior parte morì annegata o per ipotermia, anche se alcuni vennero uccisi con colpi di fucile quando tentarono di nuotare nell'acqua. Si stima che il numero degli uccisi vari da 100 a 300. William Clarke, un sopravvissuto al massacro, disse nelle deposizioni del 1642 che almeno 100 persone vennero uccise quel giorno. Dal momento che Clarke era presente in prima persona al massacro è ritenuto oggi una testimonianza tra le più attendibili.

## Conseguenze
Il totale dei protestanti uccisi nell'Ulster nei primi mesi della rivolta fu di circa 4000 persone. Nella contea di Armagh, ricerche recenti hanno reperito circa 1250 protestanti morti, ovvero il 25% dei planters locali. Nella contea di Tyrone, le ricerche hanno identificato tra i luoghi di massacro principali la città di Kinard, "dove gran parte delle famiglie inglesi qui trapiantate [...] venne uccisa".
Il massacro venne sfruttato per supportare l'idea che la rivolta fosse una cospirazione papale per massacrare gli abitanti protestanti dell'Irlanda, anche se massacri su così vasta scala si ebbero solo nell'Ulster dove le pressioni tra i due gruppi erano maggiori. Le atrocità vennero raccolte e presentate in una serie di documenti al parlamento inglese negli anni '40 del Seicento, in particolare nel libro di John Temple The Irish Rebellion (1646). L'obbiettivo ultimo era quello di isolare re Carlo I, dal momento che molti protestanti inglesi come John Pym lo vedevano come affiliato ai cattolici irlandesi.
A lungo termine, i resoconti del massacro rafforzarono l'idea dei parlamentari di lanciare una riconquista dell'Irlanda che difatti avvenne nel 1649. L'opera di Temple venne pubblicata almeno in dieci edizioni tra il 1646 ed il 1812 ed i massacri in essa rappresentati vennero di frequente utilizzati come giustificazione per l'inasprimento delle leggi penali. Massacri di cattolici locali, come a Islandmagee nella contea di Antrim, e sull'isola di Rathlin vennero incoraggiati dai covenanti del clan Campbell e dal loro comandante Sir Duncan Campbell di Auchinbreck per massacrare i cattolici locali del clan MacDonald, imparentati con i loro arci-nemici del clan scozzese dei MacDonald. William Lecky, storico della rivolta irlandese del 1641 nel XIX secolo, ne concluse che "sia troppo difficile chiarire la crudeltà da quale parte sia stata".